# Planet Raptor
Planet Raptor è un film per la televisione statunitense del 2007 diretto da Gary Jones. È il sequel del film Lost World - Predatori del mondo perduto del 2004. È stato girato interamente in Romania.

## Trama
Nel 2066, il pianeta è interamente occupato dai rapaci. L'unica speranza per la razza umana è un gruppo di marine.